# Marsiglia
Marsiglia (in francese: Marseille [maʁ.sɛj(ə)], in provenzale: Marselha o Marsiho, in latino: Massilia o Massalia; in greco: Μασσαλία o Μασαλία) è la più grande città della Francia meridionale, capoluogo della regione Provenza-Alpi-Costa Azzurra e del dipartimento delle Bocche del Rodano, oltre che il primo porto della Francia, del Mediterraneo e quarto a livello europeo.
Fondata dai Greci durante l'Antichità, è una delle più antiche città francesi e – considerando il numero di abitanti della sola municipalità – risulta essere la seconda città della Francia, dopo Parigi, mentre la sua area metropolitana, con 1 895 600 abitanti, è la terza della Francia, dopo quella di Lione.
Marsiglia è stata Capitale europea della cultura nel 2013 e Grand Prix d'Ouverture La Marseillaise 2013.

## Etimologia

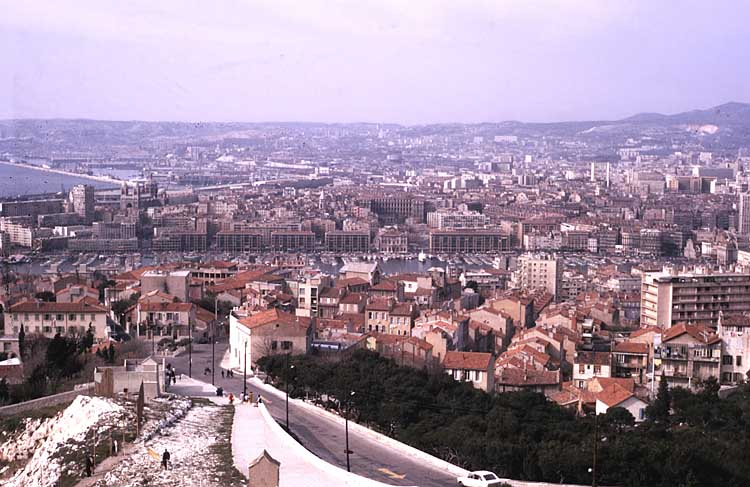
Marsiglia, attorno al vecchio porto

È soprannominata in francese la cité phocéenne (la città focese), perché fu fondata nel 600 a.C. da marinai greci originari di Focea, l'attuale Foça (un toponimo sito a 60 km nord-ovest di Smirne, in Turchia) e "focesi" vengono ancora detti i suoi abitanti.
Secondo Timeo di Tauromenio, quando i focesi guidati da Furio e Perano (secondo Pompeo Trogo), oppure Proto (secondo Plutarco), raggiunsero la riva di quella che divenne Marsiglia, incontrarono un pescatore. Perano, lanciandogli una cima gli gridò "Lega, pescatore!" (in antico eolico: μασσαι αλίεως massé alieos!), per aiutarli ad attraccare.
Citata da Strabone come "Massalìa", da Tolomeo come "Masalìa", Mas - Alieus, potrebbe semplicemente significare "casa di pescatori" o, volendo accostare ad "aliseo", "casa dei venti".
Numerose sono altre proposte etimologiche, tra le quali la più conosciuta è quella che fa derivare "Massalìa" (con due S) da mas ("casa") e salya ("salii"), patria dei Salii, popolazione ligure nativa del luogo, ma non vi è motivo che i Greci chiamassero con un nome straniero una propria colonia.

## Geografia fisica

### Territorio
Marsiglia è situata nel Sud-est della Francia, in Provenza, nell'estremità orientale del golfo del Leone. È bagnata dal Mediterraneo a ovest e a sud, racchiusa da un anfiteatro di alture calcaree formato dal massiccio dell'Estaque e dell'Etoile a nord, dal massiccio del Garlaban a est, dal massiccio del Saint-Cyr e dal monte Puget a sud-est, il massiccio del Marseilleveyre a sud.
L'area metropolitana marsigliese è bagnata dal fiume Huveaune e dal suo affluente Jarret. Al largo di Marsiglia si staglia l'arcipelago delle Frioul, formato da quattro isole.

### Clima
La città di Marsiglia e i suoi dintorni godono dei benefici del clima mediterraneo. L'inverno si caratterizza per il freddo molto moderato, mentre l'estate è calda, ma ben ventilata. Le precipitazioni si concentrano prevalentemente in autunno e nel periodo di transizione tra l'inverno e la primavera; in estate sono possibili prolungati eventi di siccità.

## Storia

### Età antica
I Focesi fondarono la colonia di Massalia nel 600 a.C., in un momento storico particolare, essendo la costa microasiatica minacciata dai Lidi. La città di Focea quindi sostanzialmente si divise tra sostenitori e oppositori, questi ultimi andando a rinfoltire le file dei primi coloni Masalioti.
Gli iniziali rapporti con gli indigeni Liguri sono raccontati nella leggenda dell'incontro e dell'unione fra il marinaio Protis (focese) e la bella Gyptis (figlia del re dei Liguri Segobrigi Nanno).
Circa trentacinque anni dopo Focea venne conquistata dai Persiani. I Focesi si rifugiarono nella colonia di Alalia in Corsica, ma ormai la regione non aveva più spazio per un ulteriore polo dirigenziale, e fu la guerra: Etruschi e Cartaginesi li affrontarono nella battaglia navale di Alalia (535 a.C.). I Focesi vinsero, ma riportarono danni così gravi alle loro navi che preferirono trasferirsi a Elea. Massalia rimase quindi l'unica vera forza commerciale greca nel bacino che sarà poi dominato da Roma.
Fino al 49 a.C. Marsiglia, è una città-Stato governata da un'oligarchia che fonda il suo potere sull'attività mercantile. Nel 49 a.C. la città, che parteggia per Pompeo nella guerra civile tra Cesare e Pompeo, viene sconfitta da Giulio Cesare. Essa riesce, comunque, a mantenere la sua indipendenza, ma da questo momento in poi inizia la sua decadenza commerciale. 

### Medioevo
Alla fine del V secolo la città cade nelle mani dei Visigoti (476) poi dei Burgundi e degli Ostrogoti, ma le dominazioni barbare non hanno effetti rilevanti su Marsiglia. Nel 536 d.C. la Provenza è annessa al territorio dei Franchi, e la città torna a essere un importante nodo commerciale. Con l'espansione degli Arabi sulle coste del Mediterraneo cessarono i secolari commerci tra Marsiglia il Medioriente e il Nordafrica, dando il via a un lungo periodo oscuro per la storia della città. A peggiorare la situazione vi furono anche le incursioni dei Saraceni del Frassineto, che nell'838 la saccheggiarono, e dei Normanni. La città si ripiega su sé stessa, e nuove mura vengono erette all'interno della cinta greco romana. Intorno al 950 la Provenza è ceduta al re di Borgogna, e Marsiglia è dichiarata asilo per gli stranieri.
I Conti di Provenza garantirono alla città di Marsiglia, governata da un visconte, la sua secolare autonomia che agli inizi del XI secolo divenne de facto un'indipendenza vera e propria. Mentre il potere dei visconti si fraziona e inesorbilmente declina, il potere locale inizia a passare nelle mani di un governo di tipo comunale (università) che poggia le sue basi su un consiglio cittadino. Mentre fiorisce il comune, i mercanti marsigliesi riallacciarono floridissimi scambi con i porti del Levante e e in particolare del Nordafrica. In questi stessi anni vengono aperti anche canali commerciali terrestri con i mercati della Francia settentrionale e delle Fiandre. fino alla dominazione di Raimondo Berengario IV di Provenza. Marsiglia inizialmente resistette al suo tentativo di controllo, ma dovette infine sottomettersi e riconoscerne la sovranità nel 1243. Dopo la sua morte, sua figlia Beatrice di Provenza si sposò nel 1246 con il fratello di Luigi IX, Carlo, facendolo conte. Carlo continuò i cambiamenti amministrativi di suo genero, il che riaccese il malcontento. Marsiglia si ribellò nel 1248, sotto la guida di due nobili locali, Barral di Baux e Bonifaci VI de Castellana, mentre Carlo era impegnato nella settima crociata. Carlo tornò nel 1250 e costrinse Marsiglia ad arrendersi nel 1252. La città si sollevò ancora una volta, nel 1262, sotto la guida di Bonifacio di Castellane e Ugo di Baux, cugino di Barral des Baux (che rimase fedele e contribuì a contenere la rivolta). Carlo sconfisse la rivolta nel 1263. Il commercio prosperò e Marsiglia non gli diede più problemi. Durante la dominazione angioina Marsiglia entrò in una fase di decadenza che raggiunse il suo apice nel 1284, quando gli Aragonesi la razziarono e ne distrussero la flotta.
Nel 1348 la città fu colpita terribilmente dalla peste bubbonica, che continuò a colpire in modo intermittente fino al 1361. Come porto importante, si ritiene che Marsiglia sia stato uno dei primi posti in Francia a incontrare l'epidemia e circa 15 000 persone morirono in città su una popolazione di 25 000 durante il suo periodo di prosperità economica nel secolo precedente. Le ricchezze della città diminuirono ancora di più quando venne saccheggiata e depredata dagli Aragonesi di Alfonso V nel 1423, che, di ritorno da Napoli con la sua flotta, volle punire i marsigliesi per l'appoggio navale dato a Luigi III d'Angiò.

### Marsiglia nel Regno di Francia

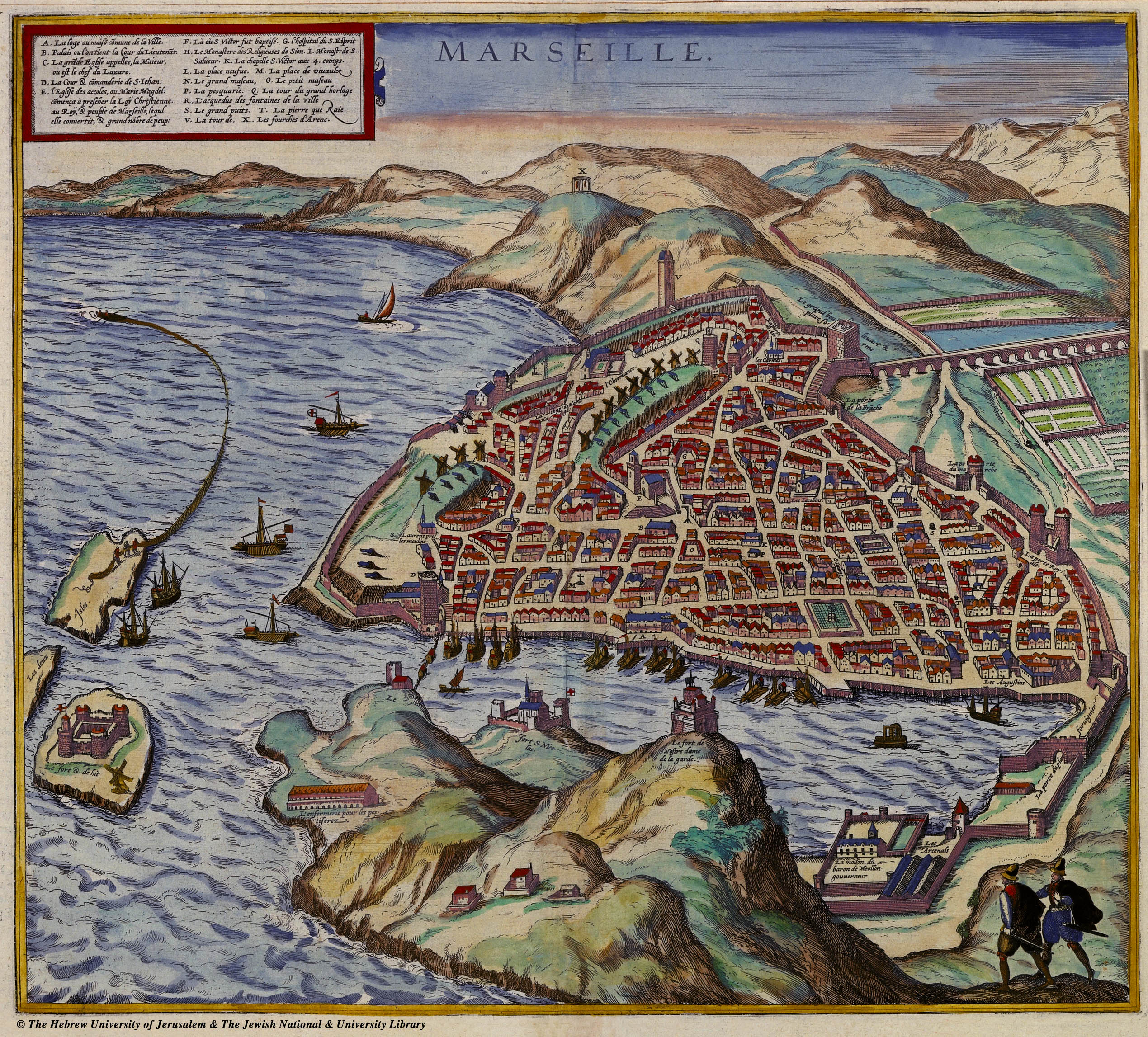
Marsiglia nel 1575

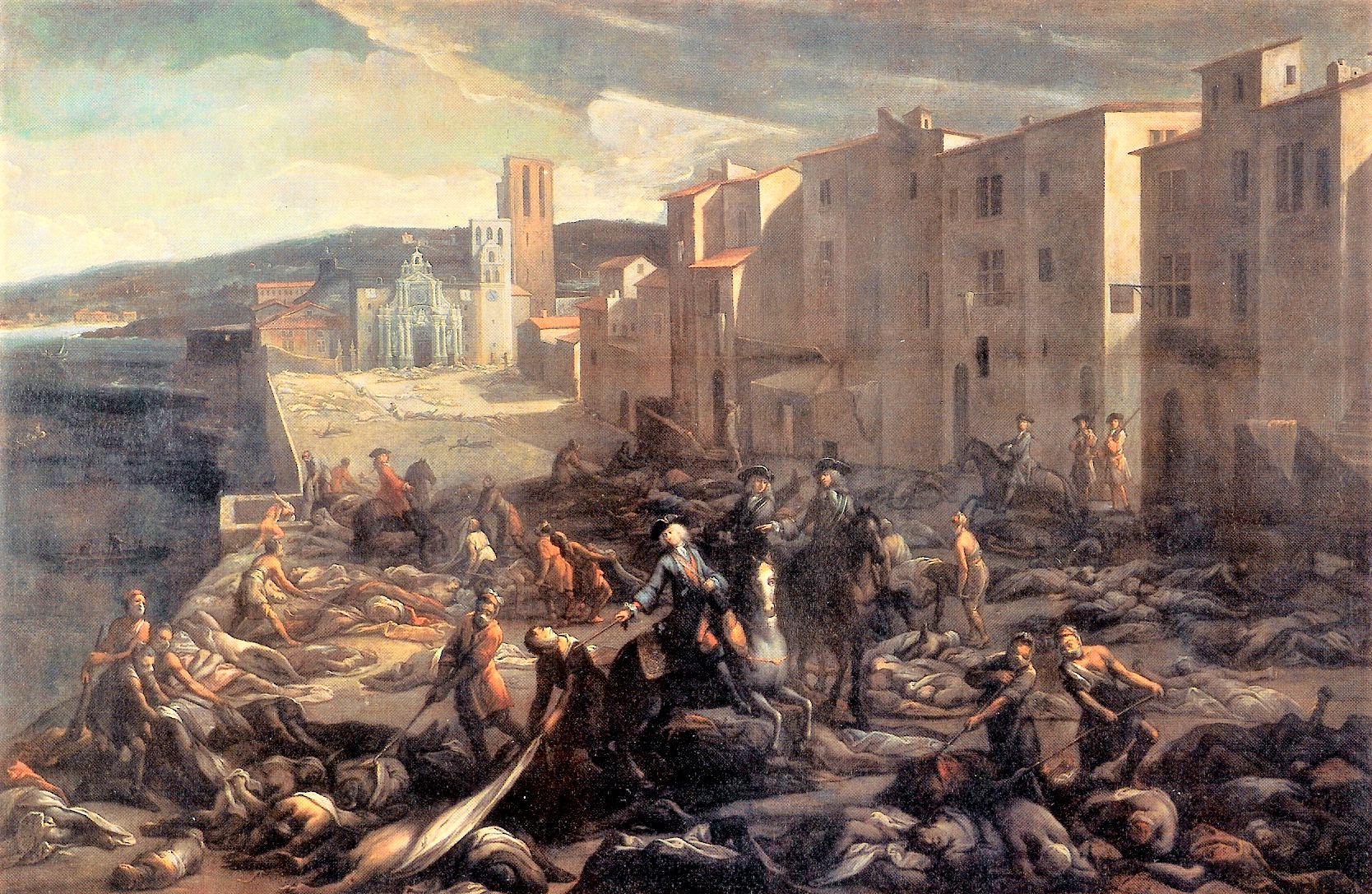
Scena della peste del 1720 a la Tourette (Marsiglia), tavola di Michel Serre (museo Atger, Montpellier).
Marsiglia durante la grande peste del 1720.

Nel 1481, con l'unione della Provenza al Regno di Francia, Marsiglia divenne città regia, conservando ampi margini di autonomia e restando separata amministrativamente dalla regione circostante. Nei decenni a seguire i marsigliesi dimostrarono in diverse occasioni la loro fedeltà alla corona francese. Circa trenta anni dopo l'annessione alla Francia, il re Francesco I visitò Marsiglia, spinto dalla curiosità di vedere il rinoceronte che il re Manuele I del Portogallo aveva inviato al papa Leone X ma che era naufragato con la nave sull'Île d'If. Come risultato della visita, venne costruita la fortezza di Château d'If, il che contribuì qualche anno dopo a impedire che Marsiglia venisse assediata dalle truppe del Sacro Romano Impero.
In seguito alla ratifica dell'alleanza franco-ottomana del 1536, Marsiglia divenne base di una flotta franco-turca contro gli imperiali e i loro alleati genovesi. L'alleanza con gli ottomani favorì un'espansione dei commerci da Marsiglia, che grazie a un editto del 1543 aveva ottenuto il deposito esclusivo delle spezie, verso i porti del Levante e del Nordafrica. Verso la fine del XVI secolo la città venne colpita da un'epidemia di peste. Nella seconda metà del XVI secolo, a fronte dei ripetuti tentativi della monarchia francese di minare la sua secolare autonomia, Marsiglia fu teatro di aspre lotte civili che raggiunsero l'apice con le ribellioni del 1650 e del 1660. Dopo la repressione di quest'ultima rivolta, Luigi XIV di Francia entrò in città, fece costruire dai suoi partigiani il forte Saint-Jean e abolì ogni privilegio amministrativo. Per garantire la sopravvivenza del tessuto economico locale, nel 1669 Jean-Baptiste Colbert concesse a Marsiglia lo status di porto franco.
Il Grand-Saint-Antoine, una nave proveniente dal Levante, attraccò a Marsiglia il 25 maggio 1720 e diede origine alla peste del 1720, l'ultima epidemia di peste registrata in Francia. In realtà, il suo carico costituito da tessuti e batuffoli di cotone era infettato dai bacilli di Yersin, che causarono l'epidemia di peste. A seguito di gravi negligenze, e nonostante la presenza di regolamenti molto rigorosi di quarantena per passeggeri e per le merci, la piaga della peste si diffuse in tutta la città. I quartieri degradati e più antichi furono i più colpiti. La peste si diffuse molto rapidamente nella città dove causò circa 40 000 vittime su 90 000 abitanti, a cui si sommano le oltre 120 000 vittime in Provenza su una popolazione di circa 400 000 abitanti.
Un'altra caratteristica della città fu la sua indipendenza nei confronti delle altre città e del potere (inteso come potere centrale francese, del Re e di Parigi): Marsiglia era una città che poteva cambiare bandiera in base ai suoi interessi. Solo con la Rivoluzione francese, con l'intento di unificazione della Francia sotto un'unica moneta, un'unica lingua e con gli stessi diritti e doveri per tutti, Marsiglia perse questa tendenza autonoma che ha sempre cercato di mantenere.

### La porta della Francia sull'Africa

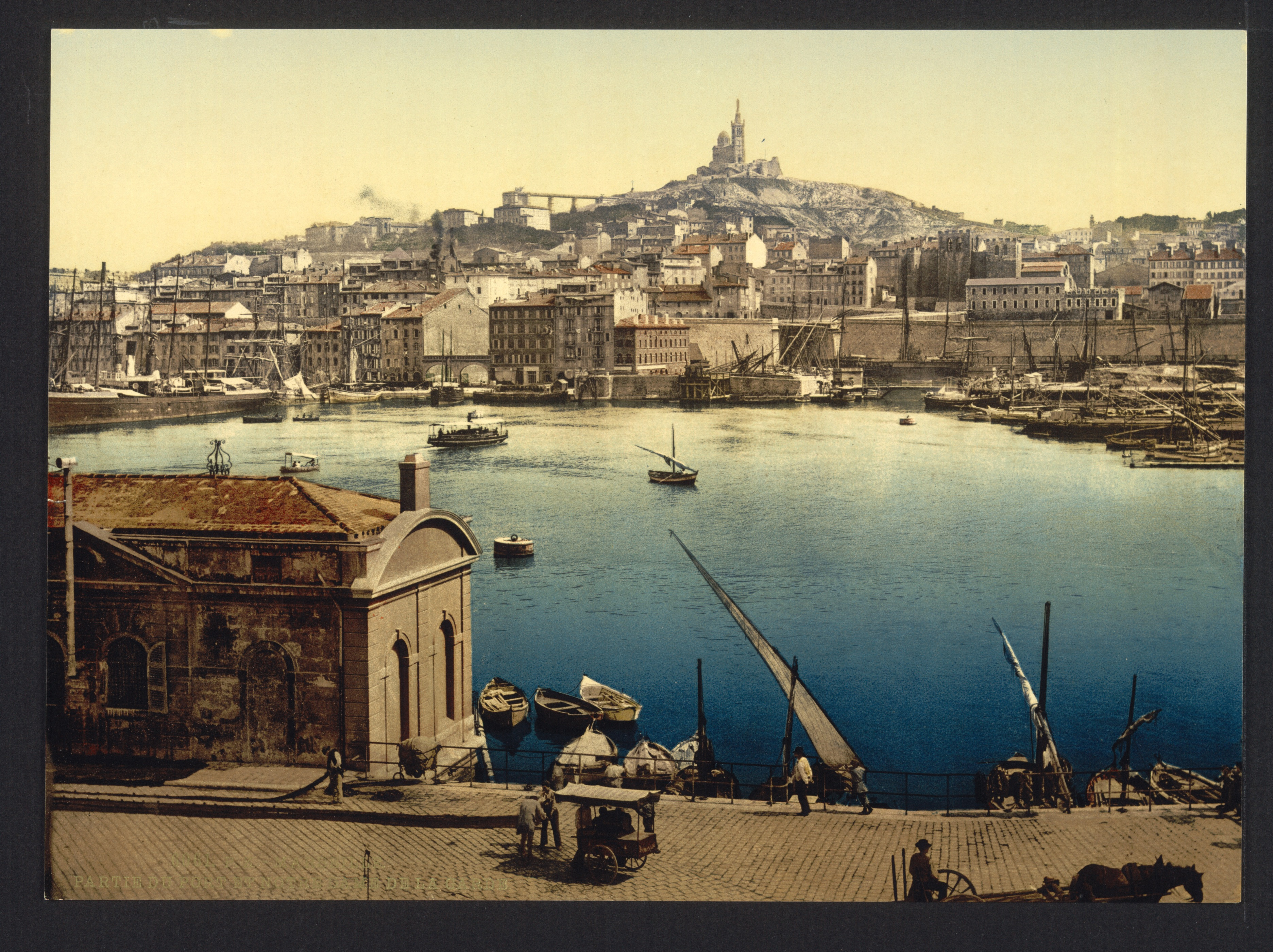
Il porto di Marsiglia tra il 1890 e il 1900

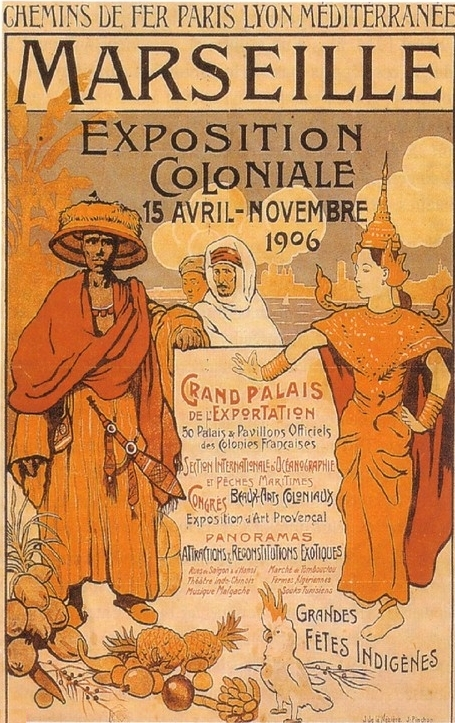
David Dellepiane: poster per l'esposizione coloniale del 1906

Durante l'epoca napoleonica Marsiglia attraversò una fase di crisi a causa del blocco navale che aveva duramente colpito l'economia locale strettamente legata alle attività portuali. In seguito alla conquista francese di Algeri del 1830 prima, e all'arrivo della ferrovia nel 1848 poi, la città entrò in una fase di rinnovato sviluppo economico. Con il Secondo Impero poi Marsiglia venne interessata da grandi lavori pubblici che cambiarono per sempre il suo aspetto. Vennero realizzati i nuovi bacini portuali a nord mentre i quartieri del centro vennero sventrati per permettere l'apertura di nuovi ampi viali in stile parigino. Nei decenni successivi, grazie all'apertura del canale di Suez e all'espansione coloniale francese, Marsiglia, divenuto uno snodo cruciale, attraversò una fase di grandissima crescita. Attratti dalle tante opportunità, migliaia di immigrati interni, principalmente dai dipartimenti vicini e dalla Corsica, ma anche dall'estero, principalmente italiani, si riversarono in città andandone a ingrossare i quartieri periferici. Se nel 1830 la città contava circa 130 000 abitanti, nel 1905 erano aumentati a quasi 550 000. La convivenza tra le varie anime della città nella seconda metà dell'Ottocento non fu sempre pacifica. In seguito alla ratifica del trattato del Bardo del 1881, che garantiva alla Francia il protettorato sul Beilicato di Tunisia, si registrarono gravissimi scontri di natura xenofoba, passati alla storia come vespri marsigliesi, tra la maggioranza francese e la numerosa comunità italiana.
Durante la prima metà del XX secolo Marsiglia celebrò il suo status di «porto dell'impero» attraverso le esposizioni coloniali del 1906 e del 1922; la monumentale scalinata della stazione ferroviaria, glorificante le conquiste coloniali francesi, risale a quel periodo.
Alle quattro del pomeriggio del 9 ottobre 1934 il re Alessandro I di Jugoslavia sbarcò al porto di Marsiglia accolto dal Ministro degli esteri francese Louis Barthou; alle quattro e un quarto del pomeriggio Vlado Černozemski, appartenente all'Organizzazione Rivoluzionaria Interna Macedone, che mirava all'indipendenza della Macedonia dalla Jugoslavia e che aveva collegamenti con la formazione degli Ustascia croati di Ante Pavelić, si avvicinò alla vettura reale, si aggrappò alla fiancata e svuotò il caricatore della sua Mauser C96 sul re e sul ministro Barthou. Immediatamente gli agenti di scorta aprirono il fuoco all'impazzata e Černozemski fu ucciso all'istante dai colpi di pistola e dalle sciabolate della guardia a cavallo. L'auto con il re e il ministro fu condotta presso la stazione di polizia dove si cercò di prestare i primi soccorsi ai feriti, ma Alessandro, alle cinque, perse conoscenza e morì. Il ministro Barthou fu trasportato all'ospedale Hôtel-Dieu dove si spense il giorno successivo: l'autopsia mostrò che le pallottole che lo uccisero erano quelle sparate dalla polizia francese. A causa del panico che si venne a creare tra la folla due civili vennero accidentalmente uccisi da pallottole vaganti. L'assassinio di Alessandro I fu il primo omicidio filmato della storia e rimane una delle più importanti riprese per cinegiornali ancora esistenti.
Nel periodo tra le due guerre mondiali Marsiglia divenne nota per la sua fitta rete di crimine organizzato. Simon Kitson ha dimostrato come la corruzione fosse estesa anche all'interno dell'amministrazione e della polizia. Il 28 ottobre 1938 un grande incendio devastò il centro commerciale Nouvelles Galeries. Le operazioni di soccorso si rivelarono del tutto inefficaci a causa dell'impreparazione del personale preposto tanto da dove richiedere l'intervento della Marina da Tolone. Nell'incendio morirono complessivamente 73 persone. A causa della cattiva gestione delle operazioni di soccorso il comune venne commissariato dal governo nazionale.

### La seconda guerra mondiale
Durante la seconda guerra mondiale Marsiglia venne colpita il 1º giugno 1940 da un bombardamento tedesco che causò 32 morti e una sessantina di feriti, lo stesso giorno in cui il battaglione di pompieri della marina militare, recentemente creato, lasciò la caserma temporanea nella rue de Lyon e prese possesso quella del Boulevard de Strasbourg. Il 21 giugno un secondo pesante bombardamento, questa volta effettuato dagli italiani, provocò 144 morti e 136 feriti.

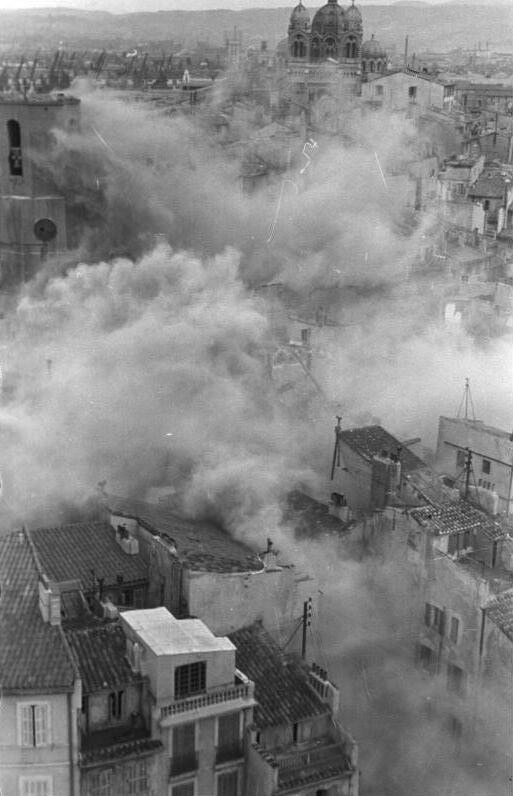
La distruzione del quartiere del porto vecchio durante il rastrellamento di Marsiglia nel gennaio 1943

Dopo la capitolazione della Francia Marsiglia rimase nel territorio della Francia di Vichy, di cui seguì la sorte fino all'invasione italo-tedesca del 1942 decisa da Hitler. La città venne quindi occupata, come il resto della «zona libera», dalle truppe tedesche il 12 novembre 1942 fino all'agosto 1944. La città soffrì notevolmente dall'occupazione tedesca, soprattutto durante il rastrellamento di Marsiglia, che colpì il quartiere di Le Panier a nord del porto vecchio, che veniva considerato un «quartiere criminale» dai nazisti. La notte tra il 22 e il 23 gennaio 1943, diverse migliaia di persone vennero arrestate e due giorni dopo, il 24 gennaio, il generale delle SS Karl Oberg, assistito dal prefetto René Bousquet (responsabile, tra l'altro, anche del rastrellamento del Velodromo d'Inverno), intimò ai residenti sul porto vecchio di lasciare le proprie case entro due ore, con 30 kg di bagagli. 30 000 persone vennero espulse. Nelle successive due settimane, 1 500 edifici vennero fatti esplodere con la dinamite, distruggendo il quartiere a nord del porto vecchio e lasciando un campo di rovine fino alla liberazione alleata della città. Oltre 4 000 ebrei vennero rastrellati a Marsiglia durante l'operazione Tiger; furono trasferiti in campi di detenzione prima di essere deportati nei lager della Polonia occupata dai nazisti per essere eliminati.
Marsiglia subì inoltre in quel periodo diversi bombardamenti aerei. Il 27 maggio 1944 un devastante bombardamento strategico americano causò ingenti danni in città e provocò la morte di 1 752 marsigliesi, 2 761 feriti e oltre 20 000 sfollati; nel bombardamento trovarono la morte anche circa 400 tedeschi delle truppe d'occupazione. Il 21 agosto 1944 l'esercito tedesco mise fuori uso tutte le strutture portuali e militari prima di lasciare la città e vennero colate a picco oltre duecento navi. Venne distrutto anche il celebre pont transbordeur: il 22 agosto 1944 l'esercito tedesco fece saltare il ponte del porto vecchio per ostruire il porto nel corso della battaglia di Marsiglia, ma dei due piloni, uno solo cadde. L'altro fu distrutto il 1º settembre 1945, con una carica di 400 kg di esplosivo.
Il 23 agosto 1944 le truppe francesi, comandate dal generale de Montsabert, entrarono in città e presero possesso della Rue de Rome a nel popolare quartiere di Belle de Mai, ma la città venne liberata dagli Alleati il 29 agosto, quando il generale de Lattre de Tassigny fece sfilare l'armée d'Afrique sulla Canebière.

### Il dopoguerra
Il secondo dopoguerra fu per Marsiglia un periodo particolarmente complesso. Da un lato la città si riprese con difficoltà dalle distruzioni belliche, dall'altro dovette fronteggiare una mutata situazione economica e sociale figlia della deindustrializione e della decolonizzazione. Gran parte delle attività industriali e portuali vennero infatti spostate a Fos-sur-Mer o nello stagno di Berre. Al termine della guerra d'Algeria poi circa 150 000 coloni francesi (pieds-noirs) erano riparati a Marsiglia dove negli anni successivi iniziò a giungere una numerosissima manodopera proveniente principalmente dai paesi del Maghreb. La maggioranza degli immigrati rimase in città facendo nascere così un quartiere franco-africano con un grande mercato.
A partire dagli anni 1970 e 1980, la progressiva indipendenza delle colonie francesi ha minato l'economia della città. Marsiglia soffrì anche di una cattiva reputazione legata all'insicurezza e agli affari di grande banditismo (French Connection, assassinio del giudice Pierre Michel il 21 ottobre 1981, ecc.). Nel 1973, in un contesto di tensioni intorno all'immigrazione e dopo l'assassinio di un autista di un autobus da parte di un algerino, nella città scoppiò un'ondata di violenza contro gli immigrati di origine araba.
Nel 1977 venne messa in servizio la metropolitana.
L'attentato della stazione Saint-Charles di Marsiglia del 31 dicembre 1983 alle ore 20:09, compiuto dai terroristi della rete internazionalista e mercenaria Separat, provocò tre morti (cinque con le vittime della contemporanea esplosione sul treno TGV vicino a Tain-l'Hermitage) e 50 feriti. Il 1º ottobre 2017 un tunisino islamista, sostenitore dell'ISIS, uccise due ragazze di diciassette e ventuno anni a colpi di coltello prima di essere eliminato dalla polizia; lo Stato Islamico rivendicò l'attacco.
Nel XXI secolo Marsiglia attira regolarmente l'attenzione dei media a causa del traffico di droga e delle sparatorie che hanno luogo in particolare nei quartieri nord della città. Nel 2013 Marsiglia è stata, insieme alla slovacca Košice, capitale europea della cultura.

### Stemma
Lo stemma di Marsiglia ha la seguente blasonatura: d'argento alla croce d'azzurro.

## Monumenti e luoghi d'interesse

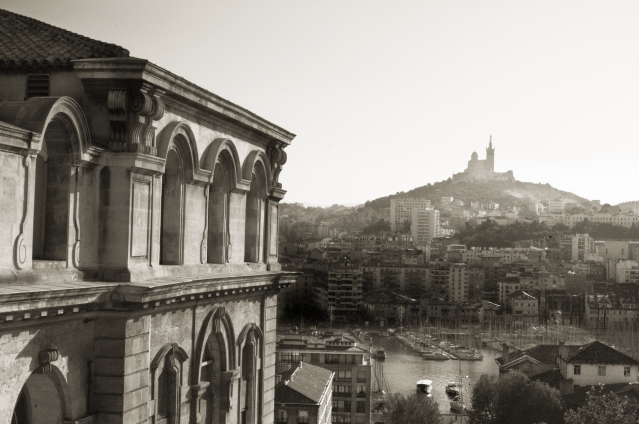
Vista sul porto, sullo sfondo, Notre Dame de la Garde

- Il Vieux Port (Vecchio Porto), attorno al quale la città si sviluppò durante i secoli. Simbolo di Marsiglia de La Garde che si staglia sulla collina come per proteggerla e salutare i marinai, il Vieux Port è stato modificato nel 2013 in concomitanza con l'assegnazione di Marsiglia Capitale della Cultura: la parte centrale del Vieux Port ospita una grande struttura a specchio che protegge i passanti dalle intemperie e permette a quest'ultimi di guardarsi riflessi alzando la testa.
- La Cattedrale di Marsiglia (La Major), grande edificio neo-bizantino;
- Il Jardin des Vestiges (Giardino delle Vestigia), dove si trovano i resti del porto dove sbarcarono i Greci;
- Hôtel de Ville, sede del sindaco di Marsiglia sul Vieux Port.
- La Canebière, il viale centrale della città che un tempo collegava i campi a nord della città con il Vieux Port;
- Hôtel-Dieu, antico ospedale, oggi trasformato in un hotel a 5 stelle;

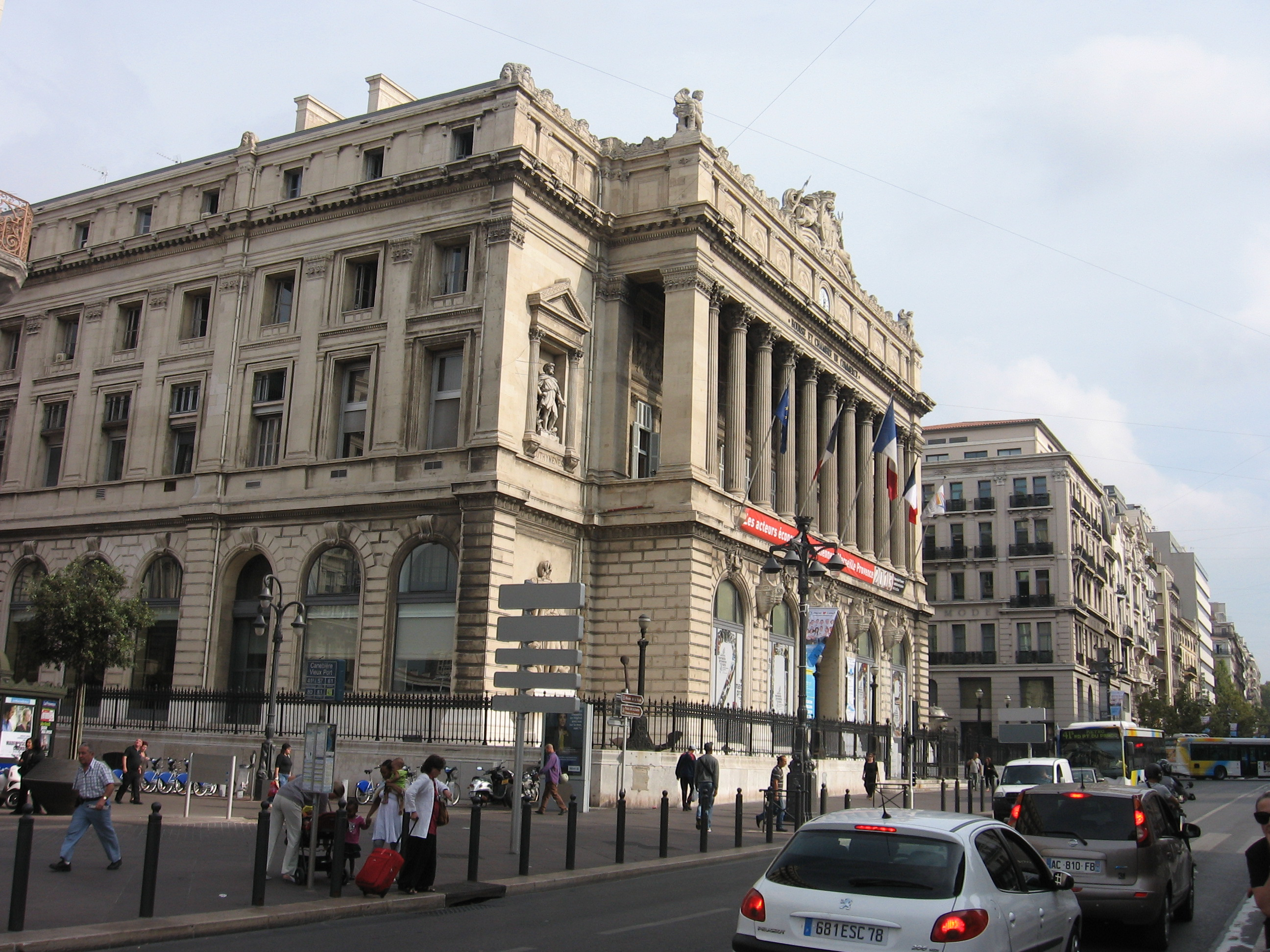
La Canebière e il Palazzo della Borsa

- Le Panier, il quartiere più antico della città, affacciato sul porto;
- Notre-Dame-de-la-Garde, la basilica situata sul monte più alto della città;
- Il Castello d'If (le Château d'If), ex carcere che si trova sull'isola di Riou davanti a Marsiglia; nel romanzo Il conte di Montecristo di Alexandre Dumas, si narra che lì venne incarcerato il protagonista Edmond Dantès;
- La Cité Radieuse, costruzione realizzata dall'architetto svizzero Le Corbusier (1952);
- Il Museo delle civiltà dell'Europa e del Mediterraneo (MuCEM), progettato dall'architetto Rudy Ricciotti (2013);
- La Porte d'Aix, arco di trionfo del XIX secolo.

## Società

### Evoluzione demografica
Abitanti censiti

### Immigrazione

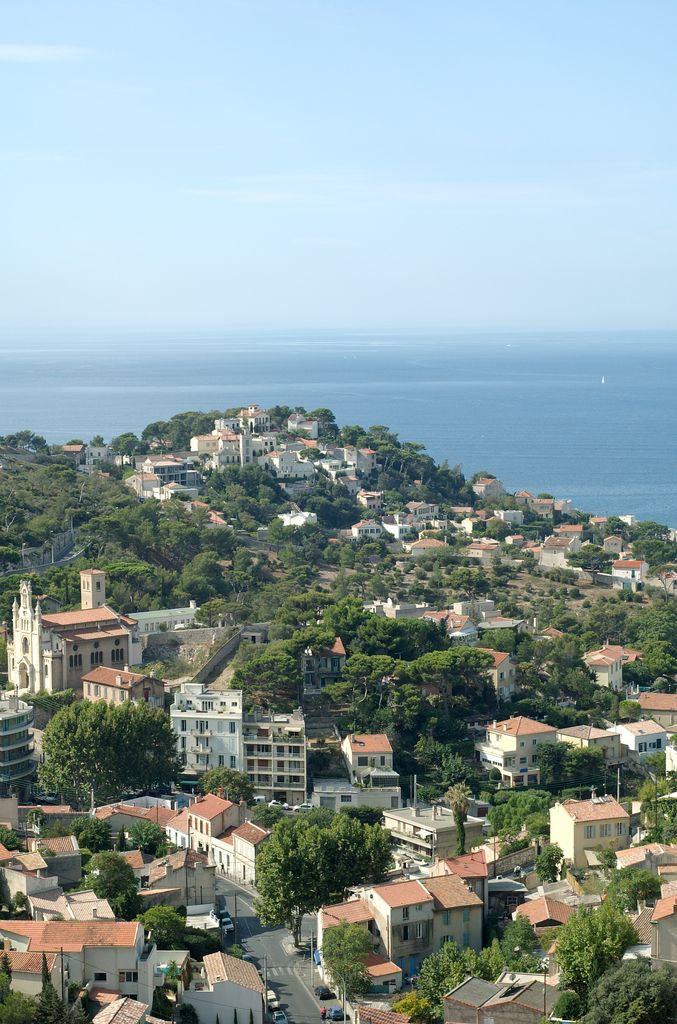
Il VII arrondissement di Marsiglia

Per via della sua importanza di porto mediterraneo, Marsiglia è sempre stata una delle principali porte di ingresso per la Francia. Ciò ha attratto molti immigrati facendo di Marsiglia una città cosmopolita. Già verso la fine del XVIII secolo circa la metà della popolazione cittadina era nata in qualche altra parte in Provenza o in Francia meridionale.
Le condizioni economiche e l'instabilità politica in Europa e nel resto del mondo causarono diverse ondate di immigrati durante il XX secolo: greci e italiani arrivarono alla fine del XIX secolo (nella prima metà del XX secolo il 40% della città era di origine italiana), i russi nel 1917; gli armeni nel 1915 e nel 1923; i vietnamiti negli anni 1920, nel 1954 e dopo il 1975; i corsi durante gli anni 1920 e 1930; spagnoli dopo il 1936; maghrebini (sia arabi sia berberi) nel periodo tra le due guerre mondiali; africani sub-sahariani dopo il 1945; i pieds-noirs in fuga dall'ex Algeria francese nel 1962; infine immigrati dalle Comore. I residenti in città di origine magrebina erano ben 70 000 (soprattutto dall'Algeria) nel 2006 e addirittura più di 100 000 nel 2011, appena cinque anni dopo.
La seconda più numerosa comunità straniera a Marsiglia è costituita dagli immigrati provenienti dalle Comore, che ammontano a circa 45 000 persone.
Lo storico Michel Vovelle ha stimato che alla fine del XVIII secolo gli italiani a Marsiglia fossero già tra le 5 000 e le 6 000 persone, su una popolazione totale di 100 000 abitanti: rappresentavano allora il 70% degli stranieri residenti in città. L'immigrazione italiana andò a crescere soprattutto tra il 1850 e il periodo tra le due guerre mondiali e nel 1934 gli italiani in città erano ben 127 000, andando a rappresentare i due terzi della popolazione straniera. A partire da quel periodo, la politica anti-esodo attuata dal regime fascista pose un freno considerevole all'emigrazione italiana. Attualmente, sono circa 300 000 i marsigliesi di origini italiane, ovvero il 35% della popolazione di Marsiglia.
Marsiglia ha anche la seconda più numerosa comunità di corsi e armeni della Francia, dopo Parigi. Altre importanti comunità sono quella turca, cinese e vietnamita.
Nel 1999, in diversi arrondissement, circa il 40% dei giovani con meno di 18 erano di origine magrebina (almeno un genitore).
Sin dal 2013 gli immigrati provenienti dall'Europa orientale vengono a lavorare a Marsiglia, attratti da migliori opportunità di lavoro e dal bel clima della città mediterranea. Le nazionalità più numerose sono i rumeni e o polacchi.

### Religione

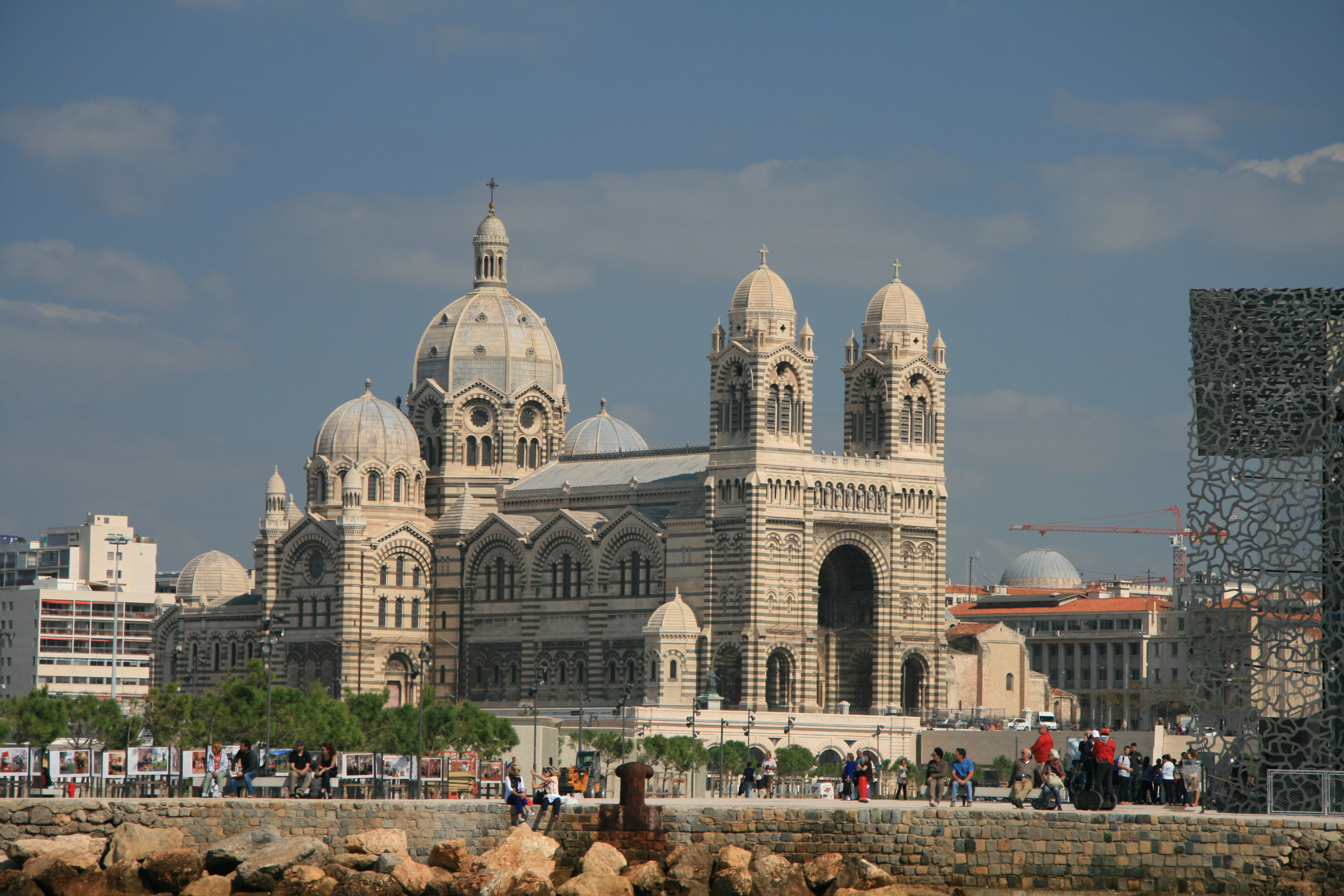
Cattedrale La Major

Marsiglia è la città francese con la più grande proporzione di musulmani con i suoi 200 000 fedeli (un abitante su quattro) e i 63 luoghi di culto già adibiti all'Islam.

## Media
Il principale giornale cittadino è La Provence. Altra storica testata giornalistica marsigliese è La Marseillaise, fondato nel 1943 dalla Resistenza comunista.

## Cultura
(Arthur Schopenhauer, Diario di viaggio)

### Istruzione e ricerca
L'Università di Aix-Marseille è stata fondata nel 2012 attraverso la fusione di tre università precedenti. I principali campus marsigliesi si trovano a Luminy (scienze e sport), Saint-Charles (scienze e lettere), Saint-Jérôme (scienze), Château-Gombert (scienze), La Timone (medicina), Canebière (diritto ed economia) e Colbert (economia). Dall'università dipendono anche il Politecnico di Marsiglia e l'École de journalisme et de communication d'Aix-Marseille.
Fra gli altri istituti d'istruzione terziaria a Marsiglia ci sono l'École pour l'informatique et les nouvelles technologies (informatica), l’Institut polytechnique des sciences avancées (ingegneria), l'École centrale de Marseille (ingegneria), l'École nationale supérieure d'architecture de Marseille (architettura), l'École supérieure des beaux-arts de Marseille (belle arti), l'École nationale supérieure maritime (navigazione), la Kedge Business School (economia e commercio) e un polo regionale dell'EHESS (economia e commercio).
L'Accademia delle scienze, lettere e arti di Marsiglia è stata fondata nel 1726, mentre l'Osservatorio astronomico di Marsiglia è stato fondato nel 1863.
Il Collège Saint-Mauront è una scuola cattolica con la maggioranza degli studenti di religione musulmana.
Marsiglia conta otto biblioteche municipali.

### Musei

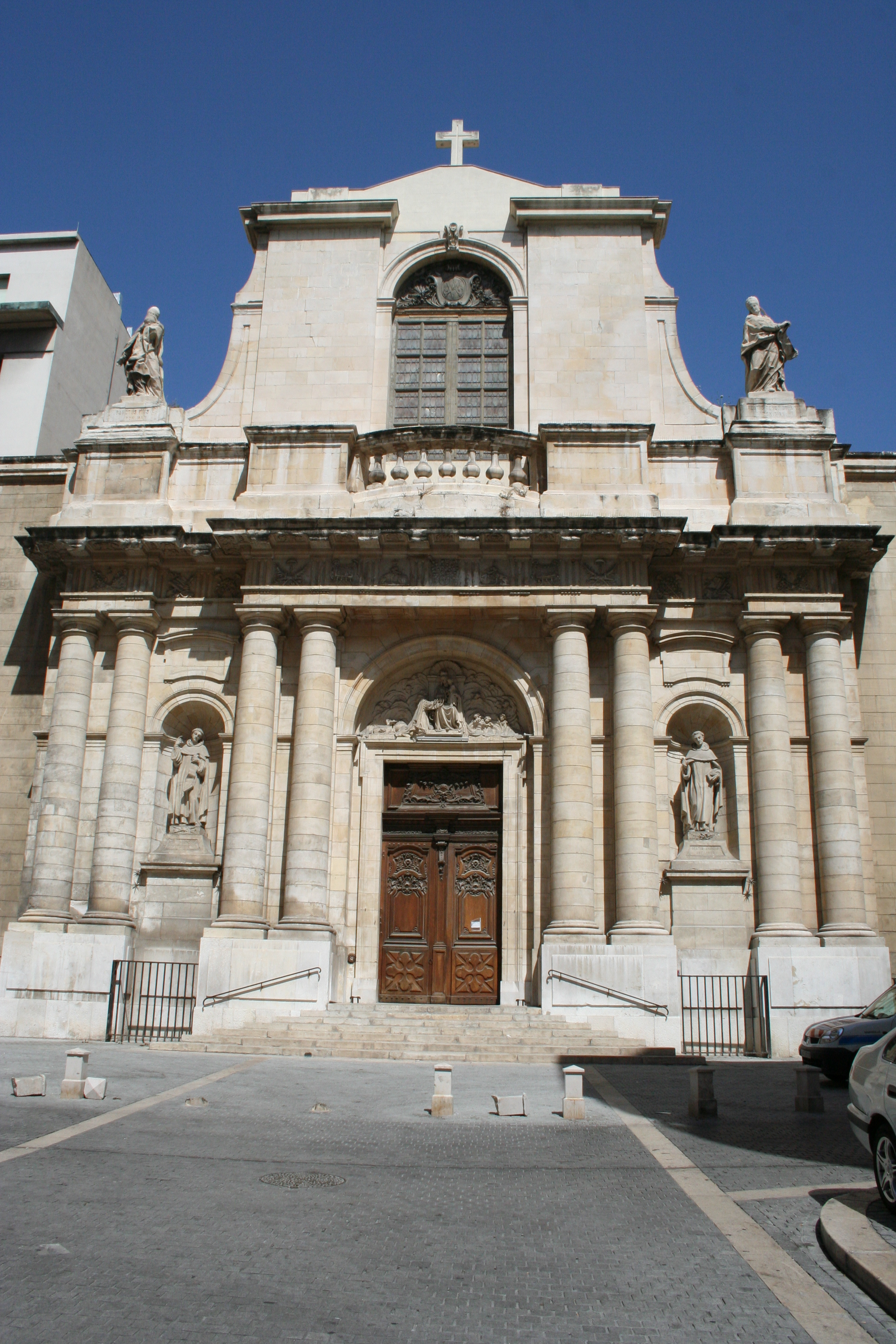
Chiesa di San Cannato

Marsiglia ospita vari musei d'arte tra i quali i più importanti sono il Museo di Belle Arti, il museo Cantini.
- Il Museo di belle arti di Marsiglia conserva dipinti di artisti come Perugino, Giulio Romano, Annibale Carracci, Luca Giordano, Canaletto, Giandomenico Tiepolo, Jusepe de Ribera, Rubens, Jacob Jordaens, Charles Le Brun, Jacques-Louis David, Gustave Courbet, Camille Corot e una grande collezione di opere dello scultore barocco Pierre Puget, nativo di Marsiglia. Vi si trova anche il quadro l'Idolatria di Salomone, opera di Paolo Pagani.
- Il Museo Cantini è principalmente dedicato all'arte moderna e ospita opere di artisti come André Derain, Pablo Picasso, Kandinsky, Max Ernst o Francis Bacon.
- Il MuCEM (Museo delle Civiltà dell'Europa e del Mediterraneo), inaugurato nel 2013, è un museo nazionale di antropologia dedicato alle società e le culture dell'area europea e mediterranea. Le sue collezioni comprendono più di un milione di oggetti.
- Il Cabinet des monnaies et médailles, ospitato dagli Archives municipales, ha una collezione di circa 30 000 monete, medaglie e altri oggetti numismatici.

Altri musei sono il Museo di storia di Marsiglia, il Museo d'arte contemporanea di Marsiglia, il Museo di storia naturale di Marsiglia.

### Teatri e locali
L'Opéra municipal de Marseille è stata costruita nel 1920 al posto del Grand-Théâtre che risaliva al 1786, distrutto da un incendio nel 1919.
Il Théâtre du Gymnase è un teatro all'italiana costruito a partire dal 1804. Nel Novecento è servito come teatro di prosa, ma anche come sala da concerto per Jacques Brel o Charles Aznavour. Fu chiuso nel 1980 per vetustà, ma ha riaperto nel 1986 grazie al mecenate americano Armand Hammer. È stato successivamente ristrutturato nel 2015.
La Criée è il teatro nazionale di Marsiglia. Vecchio mercato all'ingrosso del pesce, il teatro è stato fondato nel 1981 e ha sede sul quai de Rive Neuve.
Tra i tanti luoghi di spettacolo cittadini si deve ricordare anche La Friche.
Fra la fine dell'Ottocento e l'inizio del Novecento Marsiglia fu una città all'avanguardia del cabaret, dell'operetta e del music-hall. Fra i locali di questo tipo ebbe particolare fama l'Alcazar. Grandi artisti come Yves Montand, Tino Rossi, Raimu, Maurice Chevalier, Gaby Deslys o Fernandel esordirono a Marsiglia prima di conoscere il successo a Parigi.

### Cucina
Pastis (bevanda alcolica speziata a base di anice bevuta come aperitivo), aioli (salsa a base di aglio), tapenade (antipasto a base di acciughe sotto sale, olive, capperi e aglio), bouillabaisse (zuppa di pesce, con salse e verdure), panisse (sottile galletta di farina di ceci). La birra La Cagole vuole rifarsi alla rappresentazione popolare della vecchia Marsiglia di Marcel Pagnol. Pistou, come il pesto genovese ma senza parmigiano e sempre con aglio.

## Geografia antropica

### Suddivisione
Marsiglia è divisa in sedici arrondissement municipali, anch'essi divisi in quartieri (111 in totale). Gli arrondissement sono raggruppati a due a due in settori, e ognuno degli otto settori ha il proprio consiglio e il proprio sindaco, come gli arrondissement di Parigi o di Lione. Il fiume cittadino si chiama Huveaune.

### La Grande Marsiglia

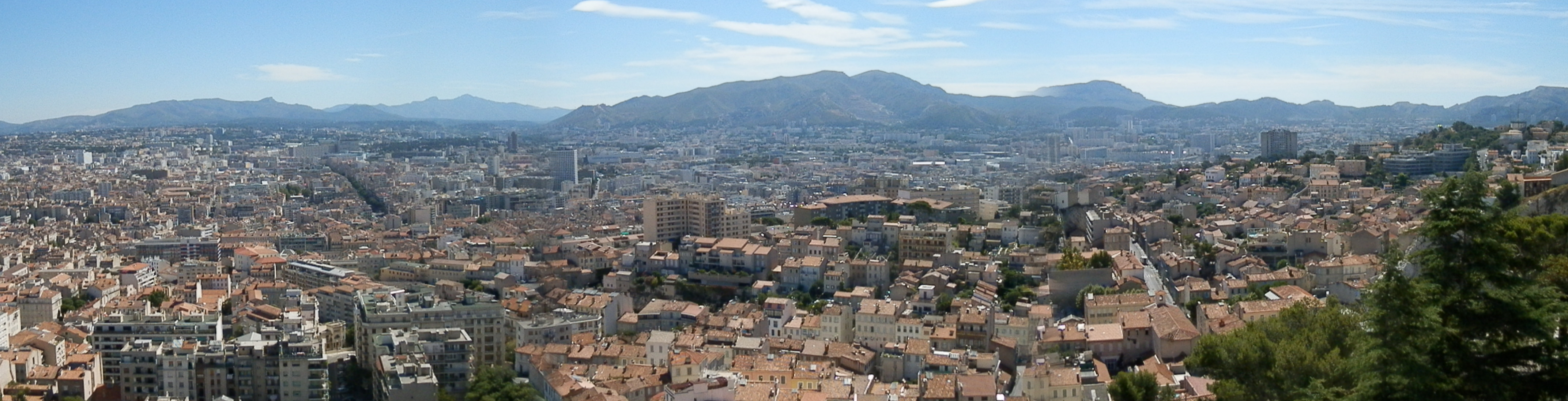
Panoramica della città dalla basilica di Notre-Dame-de-la-Garde

Dal 7 luglio del 2000 al 31 dicembre 2015 Marsiglia è stata associata con alcuni comuni limitrofi per formare la Communauté urbaine Marseille Provence Métropole, riconoscendo a livello amministrativo la "Grande Marsiglia" come comunità urbana. Questa struttura intercomunale conta diciotto membri: Allauch, Carnoux-en-Provence, Carry-le-Rouet, Cassis, Ceyreste, Châteauneuf-les-Martigues, La Ciotat, Ensuès-la-Redonne, Gémenos, Gignac-la-Nerthe, Marignane, Marsiglia, Plan-de-Cuques, Roquefort-la-Bédoule, Le Rove, Saint-Victoret, Sausset-les-Pins, Septèmes-les-Vallons.
Il 1° gennaio 2016 la Communauté urbaine Marseille Provence Métropole è confluita nella neocostituita metropoli di Aix-Marsiglia-Provenza, una nuova entità amministrativa che include, oltre al territorio della comunità marsigliese, anche quelli di cinque comunità d'agglomerazione.

### Cantoni
Fino al 2014 la città di Marsiglia è stata amministrativamente divisa in 25 cantoni:
- cantone di Marsiglia-La Belle-de-Mai
- cantone di Marsiglia-Belsunce
- cantone di Marsiglia-La Blancarde
- cantone di Marsiglia-Le Camas
- cantone di Marsiglia-La Capelette
- cantone di Marsiglia-Les Cinq-Avenues
- cantone di Marsiglia-Les Grands-Carmes
- cantone di Marsiglia-Mazargues
- cantone di Marsiglia-Montolivet
- cantone di Marsiglia-Notre-Dame-du-Mont
- cantone di Marsiglia-Notre-Dame-Limite
- cantone di Marsiglia-Les Olives
- cantone di Marsiglia-La Pointe-Rouge
- cantone di Marsiglia-La Pomme
- cantone di Marsiglia-La Rose
- cantone di Marsiglia-Saint-Barthélemy
- cantone di Marsiglia-Sainte-Marguerite
- cantone di Marsiglia-Saint-Giniez
- cantone di Marsiglia-Saint-Just
- cantone di Marsiglia-Saint-Lambert
- cantone di Marsiglia-Saint-Marcel
- cantone di Marsiglia-Saint-Mauront
- cantone di Marsiglia-Les Trois Lucs
- cantone di Marsiglia-Vauban
- cantone di Marsiglia-Verduron

Nessuno dei cantoni includeva comuni limitrofi.
A seguito della riforma approvata con decreto del 18 febbraio 2014, che ha avuto attuazione dopo le elezioni dipartimentali del 2015, il territorio comunale della città è stato diviso in 12 cantoni:
- Cantone di Marsiglia-1
- Cantone di Marsiglia-2
- Cantone di Marsiglia-3
- Cantone di Marsiglia-4
- Cantone di Marsiglia-5
- Cantone di Marsiglia-6
- Cantone di Marsiglia-7
- Cantone di Marsiglia-8
- Cantone di Marsiglia-9
- Cantone di Marsiglia-10
- Cantone di Marsiglia-11
- Cantone di Marsiglia-12

Nessuno dei cantoni include comuni limitrofi.

## Infrastrutture e trasporti

### Strade
Marsiglia è un importante snodo autostradale regionale. Verso nord origina infatti l'autostrada A7 per Lione, verso nord-ovest l'A55 per Martigues mentre in direzione est scorre l'autostrada A50 per Aubagne. Il raccordo autostradale A507 attraversa la periferia orientale marsigliese e unisce l'A7 con l'A50.

### Ferrovie
La stazione di Marsiglia Saint-Charles è il principale scalo ferroviario cittadino. Nella periferia orientale della città si trova la stazione di Marsiglia Blancarde, servita solo da treni suburbani e regionali.

### Mobilità urbana
La città è dotata di due linee della metropolitana, la linea 1 e la linea 2. Marsiglia è dotata di una rete tranviaria formata da due linee e da una rete di autobus urbani e suburbani.

### Porti
Marsiglia ha un importante porto, il Gran porto marittimo di Marsiglia, mentre lo storico porto vecchio di Marsiglia, nel centro della città, è rimasto come porto turistico dopo la costruzione del nuovo porto nel XIX secolo.

### Aeroporti
La città è servita dall'aeroporto di Marsiglia Provenza, situato 25 km a nord-ovest, nel comune di Marignane.

## Amministrazione
Le elezioni municipali si svolgono per settore. Ogni settore elegge i suoi consiglieri (303 in totale), di cui un terzo saranno consiglieri municipali.
Numero di consiglieri eletti per settore:
| Settore                 | 1  | 2  | 3  | 4  | 5  | 6  | 7  | 8  | Totale |
| ----------------------- | -- | -- | -- | -- | -- | -- | -- | -- | ------ |
| Consiglieri di settore  | 22 | 16 | 22 | 30 | 30 | 26 | 32 | 24 | 202    |
| Consiglieri municipali  | 11 | 8  | 11 | 15 | 15 | 13 | 16 | 12 | 101    |
| Numero totale di eletti | 33 | 24 | 33 | 45 | 45 | 39 | 48 | 36 | 303    |

### Gemellaggi
Marsiglia è gemellata con:
| - Odessa, dal 1972 - Anversa, dal 1958 - Genova, dal 1958 - Haifa, dal 1958 - Abidjan, dal 1958 - Amburgo, dal 1958 - Copenaghen, dal 1958 - Kōbe, dal 1961 - Dakar, dal 1968 - Il Pireo, dal 1984 - Shanghai, dal 1987 - Danzica, dal 1992 - Marrakech, dal 2004 - Glasgow, dal 2006 - Khemisset, dal 2006 - Tirana - Limassol |

## Economia
Grazie alla sua posizione sul mare, Marsiglia è un centro in rapido sviluppo nel settore del turismo, nonché della logistica portuale, dello stoccaggio e dei trasporti. Fos Sur Mer Port France, ovvero il Gran porto marittimo di Marsiglia, è un pilastro dell’economia locale, ricoprendo un ruolo fondamentale nel trasporto delle merci in tutta Europa. Il porto movimenta circa 1,5 milioni di container all'anno.
Inoltre, ma altrettanto importanti, sono le industrie in settori quali lo sviluppo scientifico, l’assistenza sanitaria, la finanza e le tecnologie moderne. Marsiglia ospita il rinomato e famoso ospedale universitario Timone, riconosciuto da Newsweek come uno dei 100 migliori ospedali del mondo.

## Sport
Gli sport più popolari sono il calcio (Olympique de Marseille, le cui partite si svolgono allo stade Vélodrome) e la pétanque.

### Esplicative
1. ↑  in lingua occitana provenzale Marselha nella forma classica o Marsiho nella grafia mistraliana.

### Bibliografiche
1. ↑  (FR) Populations légales 2015 - Commune de Marseille (13055), su insee.fr. URL consultato il 14 febbraio 2019.
2. ↑   AAPA Statistica mondiale Porti (PDF).
3. ↑  Tim. FGrHist 566 F 72.
4. ↑  (FR) Alice Develey, Marseille, Massilia, Massalia... d'où vient ton nom ?, su Figaro.fr, 11 aprile 2017. URL consultato il 13 giugno 2020.
5. ↑  Abulafia 1999, p. 373: "[Some, like] Marseilles, had had their consulates confirmed by the counts and were close to enjoying complete independence. Ramon-Berenguer V set out to reverse this ... Marseille, however, refused ... the Marseillais did recognize Ramon-Berenguer's suzerainty in 1243."
6. ↑  (EN) Steven Runciman, The Sicilian Vespers: A History of the Mediterranean World in the Later Thirteenth Century, Londra, Cambridge University Press., 1958,  pp. 72-76.
7. ↑  Abulafia 1999, p. 374: "[Marseille] was subdued once and for all in 1263. Probably the major factor in reconciling the Provençal towns to the loss of their independence was their general economic prosperity."
8. ↑  Duchêne & Contrucci 1998, p. 182.
9. ↑  (EN) Stanley Leathes, The Cambridge Modern History, a cura di Adolphus William Ward, G. W. Prothero e Stanley Leathes, vol. 10, Cambridge, University Press, 1906,  p. 72. URL consultato il 1º febbraio 2010.
10. ↑   Paul Stuart Landau e Deborah D. Kaspin, Images and empires: visuality in colonial and postcolonial Africa, University of California Press, 2002,  p.  248., ISBN 0-520-22949-5.
11. ↑  (EN) Alexander I, su Enciclopedia britannica. URL consultato il 17 ottobre 2011.
12. ↑  (EN) Simon Kitson, Police and Politics in Marseille, 1936-1945., Brill, 2014, ISBN 978-90-04-26523-3.
13. 1 2 3   La libération de Marseille. sur libertyship.be.
14. ↑   Marseille Bombardement 21 juin 40.[collegamento interrotto], Forum Italie 1935-45.
15. ↑  (FR) Eddy Florentin, Les rebelles de La Combattante, Flammarion, 2008,  p. 58, ISBN 978-28-414-1226-6.
16. ↑  (EN) Martin Gilbert, The Holocaust: The Jewish Tragedy, Collins, 1986,  pp.  530.-531, ISBN 9780002163057.
17. ↑   Marseille honore ses libérateurs marocains., 23 settembre 2006.
18. ↑  (EN) Damian Moore, Multicultural Policies and Modes of Citizenship in European Cities: Marseilles (DOC), su unesco.org, UNESCO. URL consultato il 5 maggio 2009.
19. ↑  (FR) "Carlos" jugé à nouveau en France, su lexpress.fr, 27 novembre 2006.
20. ↑   Marsiglia: due donne morte in attacco con coltello, ucciso l'aggressore. L'Isis rivendica.
21. ↑  https://www.notiziegeopolitiche.net/francia-la-rivalita-tra-due-bande-di-narcos-yoda-e-dz-mafia-ha-ucciso-a-marsiglia-dozzine-di-persone/
22. ↑  (FR) Claude Liauzu, Histoire des migrations en Méditerranée occidentale, Bruxelles, Editions Complexe, 1996, ISBN 2-87027-608-7.
23. ↑  (FR) Roger & Duchêne Jean Contrucci, Marseille, 2600 ans d'histoire, Parigi, Editions Fayard, 1998, ISBN 2-213-60197-6.
24. 1 2   Local0631EN:Quality0667EN (PDF), su eurofound.europa.eu. URL consultato l'8 luglio 2009.
25. ↑   Les Vietnamiens a Marseille. URL consultato il 15 settembre 2017 (archiviato dall'url originale il 23 marzo 2014).Alain Guillemin,
26. 1 2  (FR) Le temps des Italiens (PDF) (archiviato dall'url originale il 23 settembre 2015)., Dossier pédagogique, Archives Départementales des Bouches-du-Rhône, 40 pagina.
27. ↑  (EN) Sylvia Poggioli,  NPR - Diverse Marseille Spared in French Riots., 10 dicembre 2005.
28. ↑   Diverse Marseille Spared in French Riots, su npr.org, 10 dicembre 2005. URL consultato il 1º febbraio 2010.
29. ↑  Michèle Tribalat,  Les concentrations ethniques en France (PDF). URL consultato il 15 settembre 2017 (archiviato dall'url originale il 16 settembre 2011). 2007.
30. ↑  (FR) Insee – Population – Les immigrés récemment arrivés en France – Une immigration de plus en plus européenne, su insee.fr.
31. ↑   Aire urbaine 2010 de Marseille – Aix-en-Provence (003) – NAT1 – Population par sexe, âge et nationalité – 2011, su INSEE. URL consultato il 2 giugno 2015.
32. ↑  Armando Editore, 1997, 96 p.
33. ↑  (FR) Ville de Marseille, Portail Annuaire Lieux Culturels de la Ville de Marseille - Bibliothèques - Archives - Médiathèques, su marseille.fr. URL consultato il 15 maggio 2018 (archiviato dall'url originale l'11 marzo 2018).
34. ↑  (FR) Julia,  Le théâtre du Gymnase rénove l’une des plus belles façades de la Canebière., 27 maggio 2015, sul sito madeinmarseille.net.
35. ↑  (FR) Décret n° 2014-271 du 27 février 2014 portant délimitation des cantons dans le département des Bouches-du-Rhône, su legifrance.gouv.fr, http://www.legifrance.gouv.fr/, 27 febbraio 2014. URL consultato il 10 giugno 2015.
36. ↑   Città gemellate dal sito di Genova [collegamento interrotto], su comune.genova.it. URL consultato il 30 dicembre 2010.
37. ↑   Città gemellate con Tirana dal suo sito ufficiale (PDF), su tirana.gov.al. URL consultato il 26 luglio 2010 (archiviato dall'url originale il 10 ottobre 2011).
38. ↑  Analisi economica del mercato del lavoro a Marsiglia - Portale del lavoro GoWork.fr.